# Al-Malik al-Kamil
Muhammad ibn Muhammad b. al-ʿĀdil b. Ayyūb (1177/1180 – Damasco, 6 marzo 1238) è stato un sultano ayyubide curdo.
Al-Malik al-Kāmil (in arabo ﺍﻟﻤﻠﻚ ﺍﻟﻜﺎﻣﻞ‎?, ossia "il re perfetto") era il laqab di Abū al-Maʿālī Muḥammad b. Muḥammad b. al-ʿĀdil b. Ayyūb Nāṣir al-Dīn (in arabo أبو المعالى محمد بن محمد بن أيوب ناصر الدين الملك الكامل‎?).
Fu un sultano ayyubide di discendenza curda che governò l'Egitto e la Siria e che, come suo zio Saladino e suo padre Safedino, fu impegnato a contrastare i Crociati che, per due volte nel corso del suo sultanato, tentarono di riconquistare Gerusalemme.

## Biografia
Figlio del sultano al-ʿĀdil (Safedino), fratello di Saladino, al-Malik al-Kāmil fu insediato al Cairo dal padre nel 1207 come suo viceré in Egitto.
Fu il primo, in quello stesso anno, a insediarsi nella Cittadella (Qalʿat al-jabal, "Cittadella del monte [Muqattam]").

### Quinta crociata
Nel 1218 al-Malik al-Kāmil guidò la difesa dei musulmani nell'assedio crociato di Damietta condotto nel corso della Quinta crociata e un anno dopo divenne sultano alla morte del padre. Nello stesso anno della sua salita al trono, una cospirazione ordita da ʿImād al-Dīn ibn al-Mashtūb, comandante del reggimento curdo della Hakkariyya, tentò di sostituirlo con il fratello più giovane e più controllabile, al-Fāʾiz Ibrāhīim. Fu costretto a riparare in Yemen fin quando suo fratello al-Muʿaẓẓam, governatore di Damasco, non riuscì a vanificare il complotto.
Al-Malik al-Kāmil avanzò varie proposte di accomodamento pacifico ai crociati, ma tutte furono sdegnosamente respinte a causa dell'improvvida opposizione del Legato pontificio Pelagio. Al-Malik al-Kāmil offrì di restituire Gerusalemme ai crociati e che le sue mura (che suo fratello aveva fatto demolire ai primi dell'anno) fossero ricostruite, nonché di restituire la Vera Croce (che tuttavia si dubita egli avesse nella propria disponibilità).

#### L'intervento di San Francesco

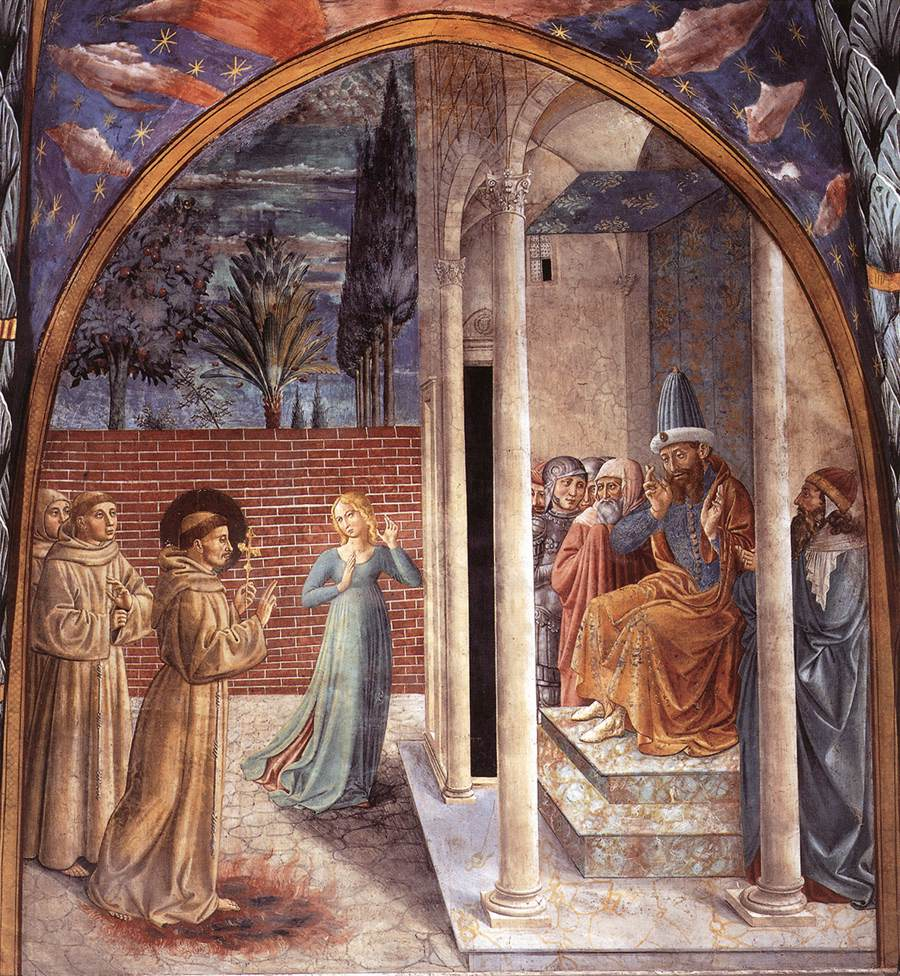
Montefalco, Complesso museale di San Francesco, Benozzo Gozzoli, Francesco d'Assisi e il sultano al-Kamil, scena 10 del ciclo di affreschi sulla vita del Santo

In quell'occasione, nel 1219, avvenne il famoso incontro con Francesco d'Assisi, che, imbarcatosi ad Ancona, si recò a Damietta dov'era in corso la Crociata. Ivi giunto con 11 compagni, sorretto da una precisa concezione missionaria di metter fine alla guerra, chiese al legato pontificio il permesso di avventurarsi con i suoi confratelli nel territorio musulmano, il che questi gli concesse a malincuore e solo dietro forti pressioni. 

Lo scopo del Santo di Assisi era anche quello di predicare i valori della fede cristiana al Sultano ed ai suoi uomini, e convertirli al cristianesimo, facendo così cessare le ostilità. Ricevuto con grande cortesia da al-Malik al-Kāmil, ebbe con lui un lungo colloquio, al termine del quale Francesco dovette tornare nel campo crociato, dopo aver ricevuto dal sultano un cortese diniego, accompagnato da vari doni, essendo stato comunque riconosciuto come un "sant'uomo" per i suoi intenti di metter fine al versamento di sangue in atto.

#### La caduta e riconquista di Damietta
A causa della carestia e delle malattie insorte in Egitto in seguito alle mancate esondazioni del Nilo, al-Malik al-Kāmil non poté difendere Damietta (ad assediare la quale s'erano attestati i crociati al momento del loro sbarco), che fu presa nel novembre del 1219. Il sultano si rifugiò nella cittadella fortificata di Manṣūra, edificata accanto al Nilo. Le azioni belliche languirono fino al 1221, allorché al-Malik al-Kāmil offrì di nuovo una soluzione pacifica della questione, ancora una volta però respinta. I crociati marciarono in direzione del Cairo, ma al-Malik al-Kāmil si limitò a dare disposizioni affinché fossero aperte le chiuse delle dighe che regolavano l'afflusso delle acque del fiume sul territorio. L'impantanamento cui non poterono sottrarsi i pesanti armamenti e i carriaggi dei Crociati fu totale e decisivo, obbligandoli così a più miti consigli col sultano e ad accettare una tregua di otto anni. Il Sultano rientrò quindi in settembre a Damietta, ormai del tutto sgomberata.

### Sesta crociata
Negli anni seguenti vi fu un'importante contesa armata fra al-Malik al-Kāmil e suo fratello al-Muʿaẓẓam, e il sultano dovette accettare una pace con l'imperatore e re di Sicilia Federico II, che aveva promosso la Sesta crociata. 
Al-Muʿaẓẓam morì nel 1227, eliminando la necessità di un regolamento pacifico per al-Malik al-Kāmil, ma proprio allora Federico II si presentò in Terra santa. Dopo la morte di al-Muʿaẓẓam, al-Malik al-Kāmil e un altro suo fratello, al-Ashraf, negoziarono un trattato che assegnava tutta la Palestina (inclusa la Transgiordania) ad al-Malik al-Kāmil e la Siria ad al-Ashraf. Nel febbraio del 1229, al-Malik al-Kāmil negoziò la pace di Giaffa, un trattato decennale di pace con Federico II, in virtù del quale Gerusalemme e gli altri Luoghi Santi del Regno di Gerusalemme tornavano ai Crociati. A musulmani ed ebrei fu vietato di risiedervi, eccezion fatta per i musulmani che vivevano nelle immediate vicinanze della Cupola della Roccia e della Moschea al-Aqsa. Gerusalemme non era stata più ripresa dai Crociati fin da quando Saladino l'aveva riconquistata nel 1187, e dal momento che egli non ne aveva consentito la riedificazione delle mura, al-Malik al-Kāmil non si preoccupò che essa tornasse ad essere un centro di potere crociato. Nondimeno numerosi musulmani si opponevano ancora al trattato decennale sottoscritto, come pure non pochi cristiani, incluso il Patriarca latino di Gerusalemme, che decretò l'interdetto sulla Città Santa, regolarmente ignorato da Federico II. La pace agì pertanto come previsto, ma immediatamente dopo al-Malik al-Kāmil dovette affrontare una contesa con i Selgiuchidi e i Khwārezmshāh, prima di morire nel 1238.

### La successione
I suoi figli, al-Ṣāliḥ Ayyūb e al-ʿĀdil II, gli succedettero rispettivamente in Siria ed in Egitto, ma il Sultanato ayyubide era ormai entrato nella sua fase di decadenza, tracimata presto in guerra civile. Al-Ṣāliḥ Ayyūb fece guerra al fratello e, dopo un iniziale rovescio e una segregazione di sei mesi ad al-Karak in Siria, riuscì a sovvertire la designazione paterna grazie alle sue truppe arruolate tra i Corasmi e i Mamelucchi, diventando nel 1240 nuovo sultano di Egitto e Siria.
Nel 1239 il trattato decennale con Federico II giunse a scadenza, e Gerusalemme tornò sotto controllo ayyubide e in questa condizione rimase fin quando l'invasione dei Mongoli, la sconfitta della dinastia del Khwārezmshāh e il dilagare di bande corasmie fecero cadere rovinosamente Gerusalemme nelle mani di questi ultimi nel 1244, creando il casus belli per la Settima crociata.